# Август Бранденбурзький
Август Фрідріх Бранденбурзький (нім. August Friedrich von Brandenburg; 16 лютого 1580, Галле — 3 травня 1601, Кельн
) — маркграф Бранденбурзький. Третій син курфюрста Йоахіма Фрідріха і його першої дружини Катерини Кюстринської.
Деякий час Август Бранденбурзький провів при данському дворі. У принца було погане здоров'я і тому він збирався відвідати Італію і Францію, але помер від легеневої хвороби у віці 21 року вранці 23 квітня 1601 року на руках у матері. 23 травня 1601 року Август Бранденбурзький був похований у крипті Гогенцоллернів у Берлінському кафедральному соборі в присутності членів курфюрського дому і вдови саксонського курфюрста.